# Championnat de France de football de Division 3 (1971-1993)
Le Championnat de France de Division 3 constitua le troisième niveau de la hiérarchie du football français après la Division 1 et la Division 2 entre 1971 et 1993.
Elle n'est pas liée à la Division 3 professionnelle ayant existé en France lors de l'unique saison 1936-1937.

## Histoire
La Division 3 remplace en 1971 la précédente mouture du Championnat de France amateurs. Contrairement à l'ancien CFA, la D3 permet aux meilleurs clubs amateurs de rejoindre la Division 2, désormais « open », c'est-à-dire ouverte à des clubs professionnels, semi-professionnels ou amateurs. Les pères de cette évolution sont Fernand Sastre et Henri Patrelle qui bataillent pendant près d'une décennie afin de casser la ségrégation qui existe depuis 1932 entre football professionnel et football amateur. C'est depuis 1993 le championnat National qui joue le rôle de championnat « open ».

## La compétition
Cette compétition met aux prises des clubs amateurs et des réserves professionnelles réparties en six groupes géographiques de 16 clubs chacun, soit 96 équipes. Les réserves professionnelles n'ayant pas le droit d'être promues en D2, seuls les clubs amateurs peuvent y prétendre. Ainsi, le meilleur club amateur de chaque groupe (6 clubs au total) est promu à l'étage supérieur en fin de saison. Concernant la relégation, clubs amateurs et réserves professionnelles sont concernés. Les trois derniers de chaque groupe sont rétrogradés à l'échelon inférieur. De 1971 à 1978, cet échelon inférieur à la D3 est la Division d'honneur des ligues régionales, puis, de 1978 à 1993, une Division 4 est mise en place.
En fin de saison, les premiers de chaque groupe (clubs amateurs ou réserves professionnelles) s'affrontent pour désigner le champion de France de D3. Ce tournoi final s'achève par une finale. Certaines finales se jouent en match aller-retour. À noter que les Pierrots de Strasbourg refusent la promotion en D2 et remportent deux titres consécutifs (1981 et 1982).
En matière d'affluence, ce championnat rassemble environ un millier de spectateurs par match. Le groupe Ouest est le plus suivi avec des moyennes oscillant entre 1 000 et 2 000 spectateurs. Ces moyennes sont affectées négativement par les très maigres affluences enregistrées à l'occasion des matches à domicile des réserves professionnelles.

## Palmarès
| Saison    | Vainqueur                         | Finaliste          | Score               |
| --------- | --------------------------------- | ------------------ | ------------------- |
| 1971-1972 | AS Nancy-Lorraine rés.            | Rapid de Menton    | 2-0                 |
| 1972-1973 | CS Vittel                         | US Quevilly        | 2-1 / 1-2           |
| 1973-1974 | FC Nantes rés.                    | Amiens SC          | 1-4 / 4-2           |
| 1974-1975 | SC Bastia rés.                    | USM Malakoff       | 1-2 / 3-1           |
| 1975-1976 | US Nœux-les-Mines                 | FC Sochaux rés.    | 1-2 / 0-1           |
| 1976-1977 | AS Saint-Étienne rés.             | FC Nantes rés.     | 3-2 / 1-3           |
| 1977-1978 | FC Sochaux rés.                   | Amiens SC          | 1-0 / 1-0 (4-3 tab) |
| 1978-1979 | INF Vichy                         | FC Metz rés.       | 0-2 / 4-1           |
| 1979-1980 | AS Saint-Étienne rés. (2)         | RC Strasbourg rés. | 0-2 / 1-0           |
| 1980-1981 | AS Pierrots Vauban Strasbourg     | CS Fontainebleau   | 2-1 / 1-2           |
| 1981-1982 | AS Pierrots Vauban Strasbourg (2) | Olympique d'Alès   | 0-0 / 3-2           |
| 1982-1983 | Toulouse FC rés.                  | FC Nantes rés.     | 4-1                 |
| 1983-1984 | AJ Auxerre rés.                   | OGC Nice rés.      | 1-0                 |
| 1984-1985 | OGC Nice rés.                     | AJ Auxerre rés.    | 2-0                 |
| 1985-1986 | AJ Auxerre rés. (2)               | Gazélec Ajaccio    | 1-0                 |
| 1986-1987 | FC Sochaux rés. (2)               | SO Châtellerault   | 4-0                 |
| 1987-1988 | AJ Auxerre rés. (3)               | AS Monaco rés.     | 2-1 a.p.            |
| 1988-1989 | OGC Nice rés. (2)                 | ECAC Chaumont      | 1-0                 |
| 1989-1990 | AJ Auxerre rés. (4)               | Rodez AF           | 3-3 (4-3 tab)       |
| 1990-1991 | CS Sedan-Ardennes                 | AJ Auxerre rés.    | 1-1 (4-1 tab)       |
| 1991-1992 | AJ Auxerre rés. (5)               | FCO Charleville    | 2-0                 |
| 1992-1993 | Olympique lyonnais rés.           | AJ Auxerre rés.    | 1-1 / 0-1           |